# Clase Han
Los submarinos Tipo 091 (designación del Departamento de Defensa de los Estados Unidos: Clase Han, designación china 09-1) fueron la primera clase de submarinos nucleares (SSN) desplegados por la Armada del Ejército Popular de Liberación. El primer jefe de diseño del mismo fue el científico e ingeniero en propulsión nuclear Peng Shilu (彭士禄), sucedido por Huang Xuhua (黄旭华) en 1983. El primer ejemplar de la clase fue asignado en 1974 y el quinto y último en 1990. Los submarinos de la Clase Han están entre las naves que forman la primera generación de submarinos propulsados por energía nuclear en el Ejército Popular de Liberación.

## Historia
El programa de planeamiento comenzó al final de los 50. China inició su programa de submarinos nucleares en julio de 1958, cuando Mao Zedong y la Comisión Militar Central (CMC) así lo autorizaron. La Unión Soviética mostró su apoyo al programa de desarrollo chino, pero al no recibir ayuda ninguna de la URSS los chinos dependieron principalmente de sus propias capacidades para el mismo. Al ser consciente que carecía de la capacidad industrial necesaria, China insistió repetidas veces en pedir ayuda a la URSS. Debido a la creciente tensión entre ambos países y que China se negaba a la creación de bases navales conjuntas en la costa de China esa ayuda fue rechazada varias veces. Mao decretó por ello una política de autosuficiencia en el desarrollo de submarinos nucleares. Como resultado el programa fue interrumpido en 1963 durante dos años. En 1965 se decidió reasumir el programa empezando por construir un reactor nuclear en tierra para investigación y simulación. La armada elaboró un plan de desarrollo del submarino nuclear, con la primera fase apuntando desarrollar un submarino de ataque de propulsión nuclear, y sobre la base de su éxito pasar a desarrollar un submarino de propulsión nuclear lanzamisiles en la segunda fase. Llevó años ver los primeros resultados. En 1970 fue botado el primer casco en Huludao, entrando en servicio en agosto de 1971. Tras años de desarrollo el primer submarino nuclear tipo 091 (clase Han) entró en realidad en servicio el 1 de agosto de 1974. 
La complejidad de los pasos a tomar en la construcción de un submarino nuclear llevó a que el primer ejemplar de la clase tuviera numerosos problemas incluyendo una creciente exposición de la tripulación a la radiación. Se intentó eliminar fallos de diseño en los ciclos del reactor y en las turbinas de enfriamiento durante la construcción del segundo ejemplar con éxito parcial.
Los primeros dos submarinos clase Han vieron mejoras mayores al final de los 80 y otros dos hacia el cambio de milenio.
Se supone que dos de los cinco ejemplares hechos originalmente estaban fuera de servicio para 2007.
La Clase Han están siendo reemplazada por los submarinos de la Clase Shang (Tipo 093).

## Diseño
La Clase Han es bien conocida por tener un reactor ruidoso y una pobre capacidad para mantener aislada la radiación de mismo. Esto es peligroso para la salud de la tripulación ya que los niveles de radiación nuclear son más altos de lo que deberían a bordo del submarino. Los Tipo 091 carecen de la habilidad de lanzar misiles mientras está sumergido. Esto creó una desventaja táctica contra oponentes que han desarrollado modernos sistemas de guerra antisubmarina.
Los Tipo 091 han pasado por importantes mejoras y reequipamientos desde que fueron comisionados. Su diseño y armamento original parece ser inadecuado a la hora de enfrentarse a armadas modernas. Se cree que tantos reequipamientos a menudo podrían significar que estos submarinos han pasado más tiempo en puerto que en el mar, afectando de forma importante su capacidad operacional. Cada uno posee seis tubos para torpedos de 533 mm y 20 torpedos. Alternativamente, pueden albergar 36 minas marinas en los tubos. La Clase Han se cree es capaz finalmente de disparar la variante para submarinos del misil antibuque C-801 así como una variedad de torpedos y minas de fabricación local o rusa.
El Casco 401 y el Casco 402 estaban fuera de servicio activo para el año 2005. Los ejemplares remanentes de esta clase, sin embargo, han sido reequipados con nuevos sistemas de sonar, los Tipo H/SQ2-262B de la Fábrica No.613, reemplazando al sonar original Tipo 603. También se han añadido baldosas acústicas para reducir los niveles de ruido. El arrendamiento a corto plazo por parte de India de un submarino Clase Charlie I (SSGN) en 1988 derivó en el inicio de negociaciones de parte de Pakistán para arrendar un Han. El pedido pakistaní fue retirado una vez que India devolvió el SSGN en 1991.

## Operaciones
El primer SSN fue más una experiencia de aprendizaje. El primer submarino Tipo 91 se considera que no entró en servicio de manera real hasta mediados de los años 1980. Eso se debe a que llevó a los ingenieros una década reparar los fallos en el diseño del submarino. Antes de los años ochenta el submarino tampoco era operacional debido a no contar con un torpedo conveniente y su sistema asociado del control de tiro. Hizo falta que Francia ayudara con la tecnología de control de disparo, sonar y operación del reactor nuclear para así perfeccionar el Tipo 091.
Los Tipo 91 son SSN pequeños (4.100 toneladas)  y con los años se cree se les instaló un sonar francés y muchos dispositivos electrónicos occidentales. Las fugas de radiación y la falta de fiabilidad general hicieron que fueran muy temidos por los marineros. En su momento se pensó que los chinos eliminarían esta clase, pero en un ejercicio de determinación siguieron reparándola y actualizándola constantemente. Los Tipo 91 están desactualizados desde su inicio, pero se construyeron cinco pues lo importante era aprender y desarrollar la capacidad de diseñar, construir y operar submarinos nucleares. Dos fueron retirados y uno de ellos se convirtió en un barco museo. Los Tipo 91 rara vez salían de patrulla a la mar, aunque eso cambió en los últimos años. Aparentemente los Tipo 091 se están utilizando actualmente para entrenar tripulaciones, una tarea que no se ve afectada por ser ruidosos y no poder permanecer ocultos a equipos ASW modernos cuando están sumergidos.
Los Tipo 091 han operado principalmente en aguas territoriales. Desde la década de 1990 fueron usados más agresivamente. Han perseguido a un portaaviones de la Armada de los Estados Unidos y su grupo de batalla a mediados de los años 90. En noviembre del 2004, un clase Han realizó una incursión dentro de aguas territoriales japonesas provocando que la Fuerza Marítima de Autodefensa de Japón se pusieran en estado de alerta por segunda vez desde la Segunda Guerra Mundial. La incursión fue a través del grupo de islas de Ishigaki y Okinawa, un grupo de islas ligeramente pobladas muy cerca de Taiwán. China se disculpó después por el incidente diciendo que el submarino se aventuró en aguas japonesas por problemas técnicos.
Todos los ejemplares de la clase Han (Changzheng 1 al 5; # 401 al 405) fueron desplegados para servir en la Flota del Mar del Norte, con puerto base en Qingdao.

## Ejemplares
| Designación  | Número de Casco | Botado | Asignado | Baja                                                                              |
| ------------ | --------------- | ------ | -------- | --------------------------------------------------------------------------------- |
| Changzheng 1 | 401             | 1970   | 1974     | Retirado de servicio en 2000. Conservado en el Museo de la Armada China, Qingdao. |
| Changzheng 2 | 402             | 1977   | 1980     | Retirado en 2004                                                                  |
| Changzheng 3 | 403             | 1983   | 1984     |                                                                                   |
| Changzheng 4 | 404             | 1987   | 1988     |                                                                                   |
| Changzheng 5 | 405             | 1990   | 1991     |                                                                                   |